# Carteolol
Carteololul este un medicament din clasa beta-blocantelor, fiind utilizat în tratamentul glaucomului (de uz oftalmic).
Acționează și ca antagonist al receptorilor serotoninergici 5-HT1A și 5-HT1B, pe lângă efectul antagonist al receptorilor beta adrenergici.
Molecula a fost patentată în 1972 și a fost aprobată pentru uz medical în anul 1980.